# Blockschutthalden am Rammelsberg
Die Blockschutthalden am Rammelsberg sind ein Naturschutzgebiet in der niedersächsischen Stadt Goslar im Landkreis Goslar.
Das Naturschutzgebiet mit dem Kennzeichen NSG BR 058 ist 18,5 Hektar groß. Es steht seit dem 16. November 1983 unter Naturschutz. Das Schutzgebiet war zunächst etwa 18 Hektar groß und wurde 1990 auf seine jetzige Größe von 18,5 Hektar erweitert. Zuständige untere Naturschutzbehörde ist der Landkreis Goslar.

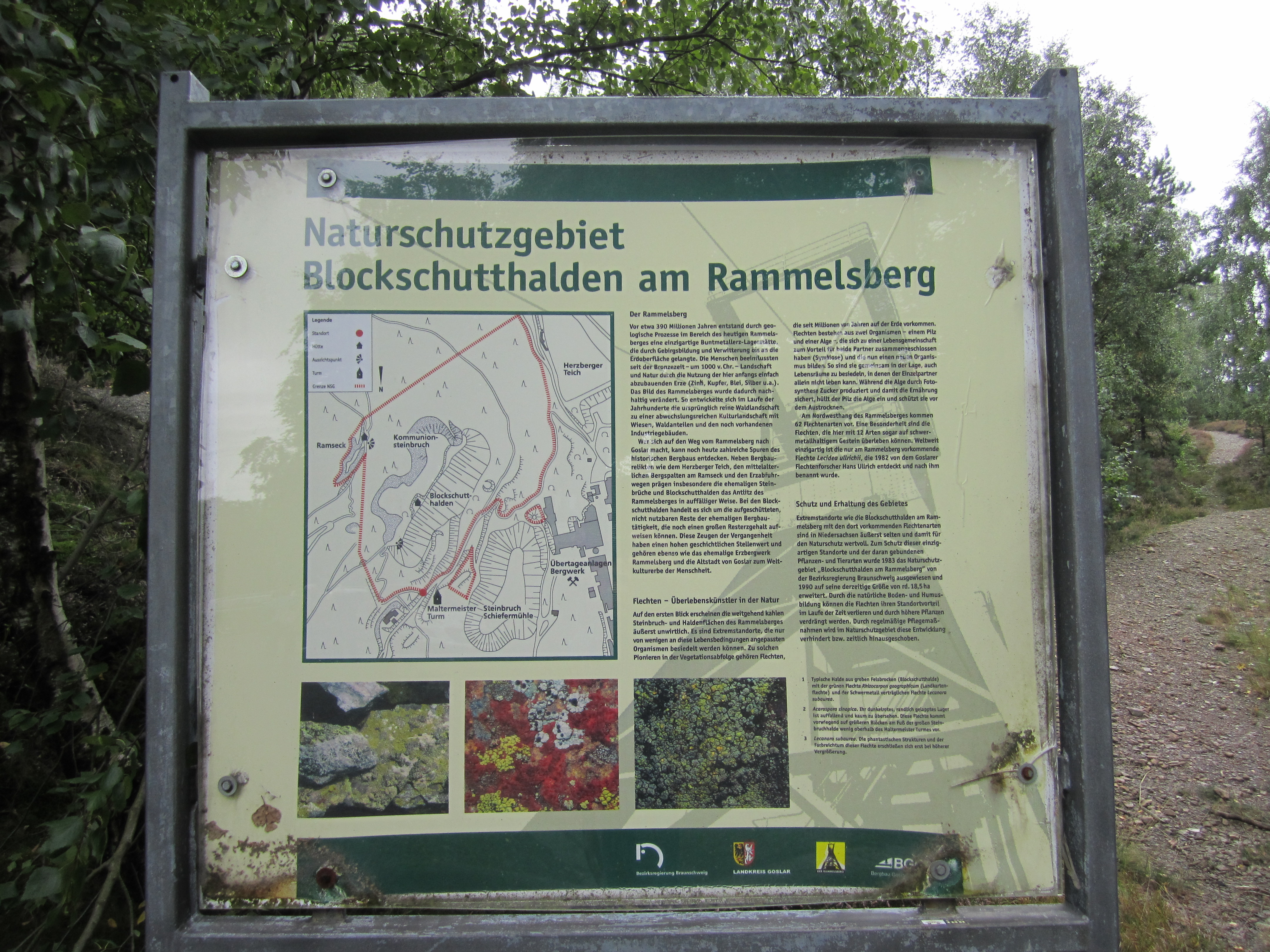
Informationstafel in der Nähe des Maltermeisterturms

Das Naturschutzgebiet liegt südlich von Goslar im Naturpark Harz und stellt die Blockschutthalde des ehemaligen Erzbergwerkes am Rammelsberg sowie angrenzende Waldflächen unter Schutz. Die Halde als Extremstandort ist von zahlreichen Flechten besiedelt, darunter auch Arten, die auf schwermetallhaltigem Gestein überleben können. Eine Besonderheit ist die 1982 vom Goslarer Flechtenforscher Hans Ullrich entdeckte Flechte Lecidea ullrichii, welche ausschließlich hier vorkommt.
Da die Blockschutthalde zunehmend verbuschte und die Vegetationsentwicklung den Flechtenbestand mittel- bis langfristig verdrängt hätte, wurde das Gebiet 1999 entkusselt.